# Wilhelm Ziehr
Wilhelm Ziehr (Berlin, 21 novembre 1938) est un écrivain, historien et lexicographe  allemand.

## Biographie
Il a passé une partie de son enfance en Thuringe et étudié dans un lycée de  Eisenberg (Abitur, 1957) et étudié l'histoire et les philologies germanique et latine à l'Université Eberhard Karl de Tübingen et à la Sorbonne.
Il a vécu dans l'ile de Minorque (1996-2005) et  depuis 2005 il habite à Potsdam.

## Écrits
- Schweizer Lexikon, 1991–1993,
- Weltreise, 1970–1974
- Gletscher, Schnee und Eis. Das Lexikon zu Glaziologie, Schnee- und Lawinenforschung in der Schweiz. 1993
- Diario del asedio de la fortaleza de San Felipe en la isla de Menorca, 2004
- Flügel der Ferne, 2017
- Zwischen Mond und ästhetischer Maschine, 2018